# Atez
Atez (baskiska: Atetz) är en kommun i Spanien.   Den ligger i provinsen Provincia de Navarra och regionen Navarra, i den nordöstra delen av landet, 300 km nordost om huvudstaden Madrid. Antalet invånare är 243. Arean är 26,3 kvadratkilometer.
Terrängen i Atez är lite kuperad.